# Noord Zuid
Noord Zuid is een Nederlandse politieserie van de KRO waarin een Amsterdams rechercheteam verschillende actuele onderwerpen behandelt, naast één grote zaak, te weten de moord op Elsie. De serie brengt zowel de rauwe kanten van Amsterdam-Noord als de luxe van Amsterdam-Zuid in beeld.

## Thema
Als teamleider van het rechercheteam moet psychologe Dana van Randwyck, gespeeld door Ariane Schluter, verschillende misdaden oplossen en tegelijk samen met haar dochter Roos, een puber van 16, haar privéleven weer op de rit krijgen nu ze, na een scheiding, van Amsterdam-Zuid naar een volksbuurt in Amsterdam-Noord is verhuisd.
De serie werd geproduceerd door FourOne.Media. De eerste aflevering werd uitgezonden op 2 januari 2015.

## Rolverdeling
| Acteur                       | Personage           | Afleveringen |
| ---------------------------- | ------------------- | ------------ |
| Ariane Schluter              | Dana van Randwyck   | 10           |
| Lobke de Boer                | Roos van Randwyck   | 10           |
| Juda Goslinga                | Steven              | 10           |
| Patrick Laureij              | Dennis              | 10           |
| Hans Kesting                 | Plesman             | 10           |
| Katja Schuurman              | Nanouk              | 10           |
| Meral Polat                  | Günay               | 10           |
| Reinout Bussemaker           | Wouter              | 10           |
| Ghislaine Pierie             | Veronique           | 9            |
| Steye van Dam                | Marco               | 8            |
| George Tobal                 | Saïd                | 7            |
| Manoushka Zeegelaar-Breeveld | Gladys              | 7            |
| Dragan Bakema                | Jelle               | 6            |
| Pieternel Pouwels            | Moeder Elsie        | 6            |
| Gijs Scholten van Aschat     | Marinus Wieringa    | 6            |
| Mike Reus                    | Portier             | 5            |
| Lukas Dijkema                | Jos Martens         | 5            |
| Marcel Roefsma               | Kees                | 4            |
| Saskia Rinsma                | Marjet              | 4            |
| Steef de Bot                 | Gerben              | 4            |
| Thijs Boermans               | Philip              | 3            |
| Ingeborg Ansing              | advocaat van Philip | 3            |

## Afleveringen
| Nr. | Titel      | Kijkcijfers | Uitzenddatum     |  |
| --- | ---------- | ----------- | ---------------- |  |
| 1   | Elsie      | 1.800.000   | 2 januari 2015   |  |
| 2   | Poezenman  | 1.600.000   | 9 januari 2015   |  |
| 3   | Begrafenis | 1.200.000   | 16 januari 2015  |  |
| 4   | Waterland  | 1.100.000   | 23 januari 2015  |  |
| 5   | Saïd       | 955.000     | 30 januari 2015  |  |
| 6   | Barbecue   | 1.136.000   | 6 februari 2015  |  |
| 7   | Marco      | 1.113.000   | 13 februari 2015 |  |
| 8   | Vliegenbos | 1.247.000   | 20 februari 2015 |  |
| 9   | Zuid       | 1.418.000   | 27 februari 2015 |  |
| 10  | Noord      | 1.223.000   | 6 maart 2015     |  |